# Kościół św. Rocha w Dobrzeniu Wielkim
Kościół św. Rocha – drewniana, zabytkowa, rzymskokatolicka świątynia znajdująca się na cmentarzu w północnej części Dobrzenia Wielkiego. Otoczona jest starodrzewiem oraz ceglanym murem. Kościół należy do parafii św. Katarzyny Aleksandryjskiej w Dobrzeniu Wielkim w dekanacie Siołkowice, diecezji opolskiej. 2 czerwca 1954 roku pod numerem 105/54 kościół został wpisany do rejestru zabytków województwa opolskiego.

## Historia kościoła
Świątynia została wybudowana w 1658 roku - jest to obiekt o konstrukcji zrębowej, orientowany. Nawa główna jest szersza niż krótkie prezbiterium (zamknięte trójbocznie), nakryta płaskim stropem. Od wschodu przylega zakrystia. Kościół otoczono sobotami, wspartymi na słupach z zastrzałami. Nad głównym wejściem znajduje się ganek, wsparty czterema słupami - ganek umożliwia dojście do chóru. Dachy konstrukcji siodłowej i pulpitowej zostały pokryte gontem, podobnie jak soboty. Nad nawą wzniesiono niewielką wieżyczkę na sygnaturkę, zwieńczoną baniastym, podwójnym hełmem.
Kościół gruntowanie odnowiono lub przebudowano w 1752, a następnie jeszcze w 1928, 1958 i w 2006 roku. Największa restauracja miała miejsce w 1928 roku, kiedy powstało m.in. nowe malowanie wnętrza.

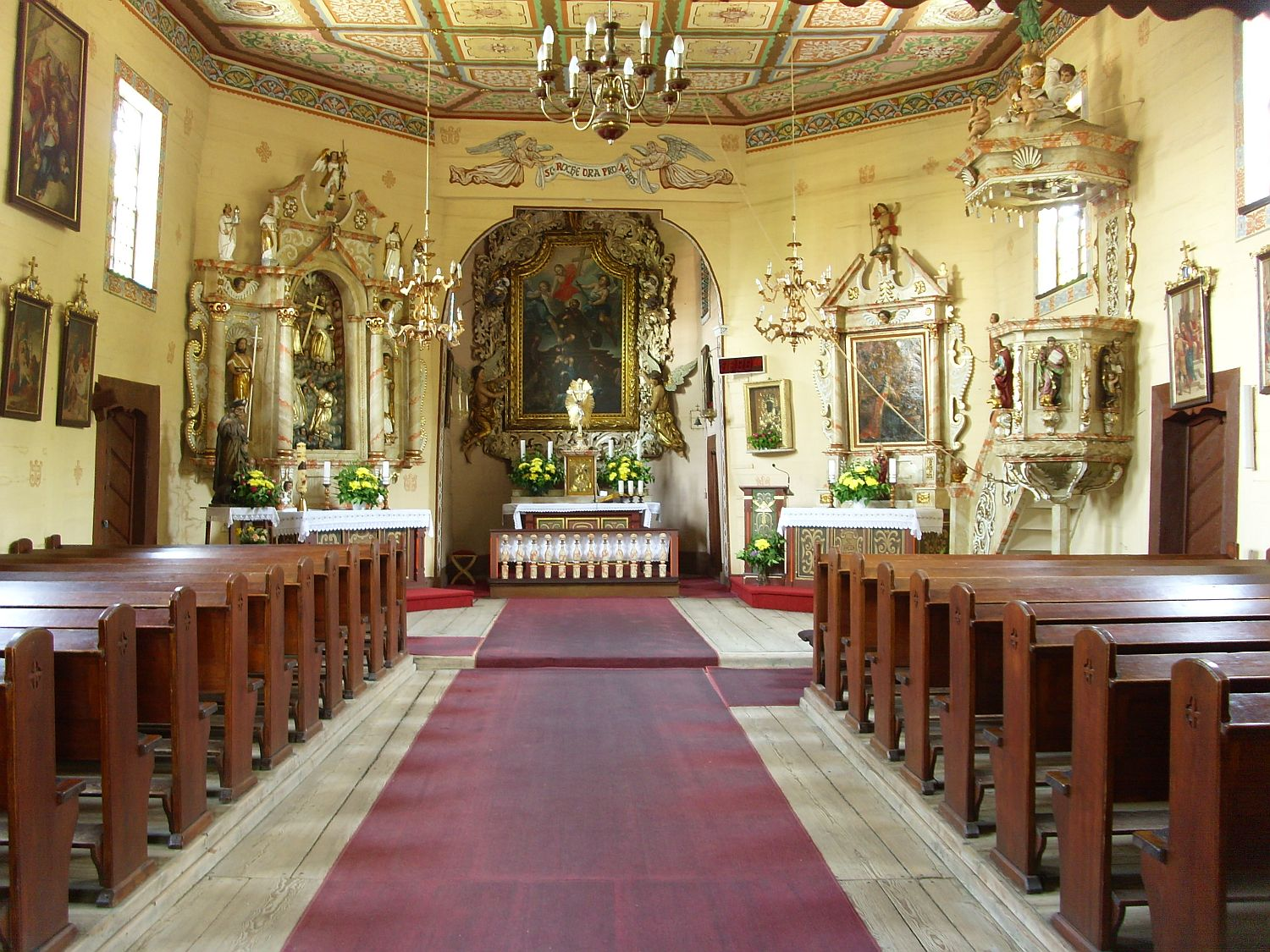
Wnętrze kościoła

## Wyposażenie i wnętrze kościoła
Wyposażenie kościoła jest przeważnie barokowe – ołtarz główny z obrazem świętego Rocha pochodzi z ok. 1700 (choć sam obraz został przemalowany współcześnie). Ołtarze boczne są także barokowe i powstały w II połowie XVII wieku. Cennym elementem wyposażenia jest ambona z początku XVII wieku, zdobiona dekoracją z rzeźbami czterech ewangelistów. Z okresu baroku pochodzą również dwa XVIII-wieczne obrazy św. Barbary i św. Katarzyny.
W 1945 roku, po wkroczeniu do wsi, wojska sowieckie kilkukrotnie próbowały podpalić kościół, jednak za każdym razem parafianom udało się go ugasić.
W pobliżu kościoła, już za ogrodzeniem cmentarnym, w latach 30. XX wieku powstał pomnik poświęcony poległym mieszkańcom wsi podczas I wojny światowej o wymowie pacyfistycznej. Pomnik przetrwał wszystkie burze dziejowe XX stulecia i nadal stoi na swoim miejscu.